# خواكيم هاس
خواكيم هاس (بالألمانية: Leonhard Haas)‏ (19 يناير 1982 في ألمانيا - ) هو لاعب كرة قدم ألماني في مركز الوسط. لعب مع إنغولشتات 04 وبايرن ميونخ الثاني وبايرن ميونخ وغرويتر فورت ونادي آوغسبورغ ونادي هامبورغ وهانزا روستوك وTSV 1880 Wasserburg ‏ ونادي هامبورغ 2 ‏.

## وصلات خارجية
- خواكيم هاس على موقع قاعدة بيانات كرة القدم.إي يو (الإنجليزية)
- خواكيم هاس على موقع بيانات كرة القدم. دي إي (الألمانية)
- خواكيم هاس على موقع عالم كرة القدم.نت (الإنجليزية)